# Amtsgericht Reinhausen

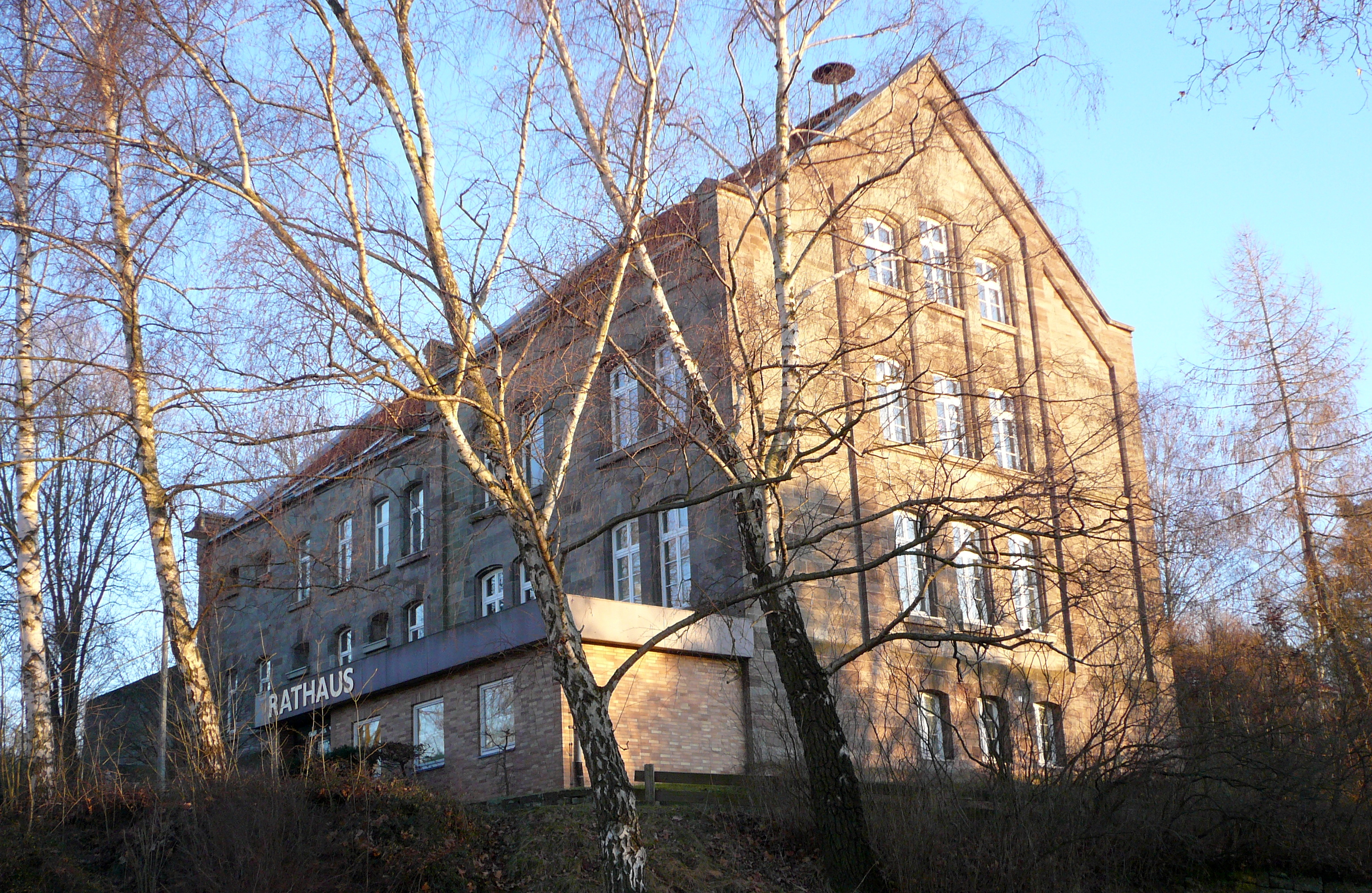
Amtshaus Reinhausen

Das Amtsgericht Reinhausen war ein Gericht der ordentlichen Gerichtsbarkeit in Reinhausen.

## Geschichte
Nach der Revolution von 1848 wurde im Königreich Hannover die Rechtsprechung von der Verwaltung getrennt und die Patrimonialgerichtsbarkeit abgeschafft.
Das Amtsgericht wurde daraufhin mit der Verordnung vom 7. August 1852 die Bildung der Amtsgerichte und unteren Verwaltungsbehörden betreffend als königlich hannoversches Amtsgericht gegründet.
Es umfasste das Amt Reinhausen, das im gleichen Jahr um den Gerichtsbezirk des Patrimonialgerichts Altengleichen erweitert worden war.
Das Amtsgericht war dem Obergericht Göttingen untergeordnet.
Im Jahre 1859 wurde das Amtsgericht Friedland aufgehoben und sein Gerichtsbezirk dem des Amtsgerichtes Reinhausen zugeordnet. Gleichzeitig erhielt Reinhausen vom Amtsgericht Duderstadt die Gemeinde Etzenborn und vom Amtsgericht Radolfshausen die Gemeinde Sattenhausen.
Mit der Annexion Hannovers durch Preußen wurde es zu einem preußischen Amtsgericht in der Provinz Hannover.

## Amtsgerichtsgebäude
Das Amtsgerichtsgebäude in der Waldstraße 7 ist ein Massivbau aus rotem Sandstein und wurde 1864 erbaut. Es steht heute unter Denkmalschutz und wird als Rathaus genutzt.